# Holm (Halmstad)
Holm is een plaats in Zweden, in de gemeente Halmstad in het landschap Halland en de provincie Hallands län. De plaats heeft 462 inwoners (2005) en een oppervlakte van 55 hectare.